# Movileni (Olt)
Movileni è un comune della Romania di 3 707 abitanti, ubicato nel distretto di Olt, nella regione storica della Muntenia. 
Il comune è formato dall'unione di 2 villaggi: Bacea e Movileni.